# Championnat d'Angola de football 2018
Navigation
2017 2018-2019
La saison 2018 du Championnat d'Angola de football est la quarantaine édition de la première division de football en Angola. Les seize meilleures équipes du pays sont regroupées au sein d'une poule unique où elles s'affrontent deux fois, à domicile et à l'extérieur. En fin de saison, les trois derniers du classement sont relégués et remplacés par les trois meilleures équipes du Gira Angola, la deuxième division angolaise.

## Clubs participants
Les 13 premiers du championnat d'Angola de football 2017 ainsi que les trois meilleures équipes de la deuxième division angolaise participent à la compétition.
- Primeiro de Agosto
- Primeiro de Maio
- Kabuscorp SC
- Inter Luanda
- Petro Luanda
- Desportivo JGM
- Recreativo Caála
- Desportivo Huíla
- Académica Lobito
- Bravos de Maquis
- Progresso Sambizanga
- Sagrada Esperança
- Recreativo Libolo
- Sporting Cabinda
- Cuando Cubango FC
- Domant

## Compétition
Le barème de points servant à établir les classements se décompose ainsi :
- Victoire : 3 points
- Match nul : 1 point
- Défaite : 0 point

| Rang | Équipe                    | Pts | J  | G  | N  | P  | Bp | Bc | Diff |
| ---- | ------------------------- | --- | -- | -- | -- | -- | -- | -- | ---- |
| 1    | Primeiro de AgostoT       | 57  | 28 | 15 | 12 | 1  | 31 | 8  | +23  |
| 2    | Petro Luanda              | 54  | 28 | 14 | 12 | 2  | 38 | 15 | +23  |
| 3    | Inter Luanda              | 42  | 28 | 12 | 6  | 10 | 32 | 23 | +9   |
| 4    | Recreativo Libolo         | 40  | 28 | 10 | 10 | 8  | 28 | 26 | +2   |
| 5    | Academica Lobito          | 38  | 28 | 9  | 11 | 8  | 19 | 21 | -2   |
| 6    | Desportivo Huíla          | 36  | 28 | 8  | 12 | 8  | 16 | 17 | -1   |
| 7    | Sagrada Esperança         | 35  | 28 | 8  | 11 | 9  | 29 | 28 | +1   |
| 8    | Bravos de Maquis          | 34  | 28 | 9  | 7  | 12 | 23 | 27 | -4   |
| 9    | Kabuscorp do Palanca      | 32  | 28 | 13 | 5  | 10 | 42 | 38 | +4   |
| 10   | Sporting CabindaP         | 32  | 28 | 7  | 11 | 10 | 21 | 26 | -5   |
| 11   | Cuando Cubango FCP        | 31  | 28 | 8  | 7  | 13 | 18 | 28 | -10  |
| 12   | Clube Recreativo da Caála | 31  | 28 | 8  | 7  | 16 | 22 | 36 | -14  |
| 13   | Progresso do Sambizanga   | 30  | 28 | 7  | 15 | 6  | 26 | 23 | +3   |
| 14   | Domant FC P               | 25  | 28 | 5  | 10 | 13 | 24 | 38 | -14  |
| 15   | Primeiro de Maio          | 22  | 28 | 4  | 10 | 14 | 23 | 38 | -15  |
| 16   | JGM do Huambo             | 0   | 0  | 0  | 0  | 0  | 0  | 0  | 0    |

|  | Qualification pour la Ligue des champions de la CAF 2018-2019                |
|  | Qualification pour la Coupe de la confédération 2018-2019                    |
|  | Relégation en deuxième division                                              |
|  | T : Tenant du titre C : Vainqueur de la Taça Angola P : Promu de Gira Angola |

source sur Fifa.com
- JGM do Huambo s'est retiré le 27 avril pour des raisons financières, le club a été disqualifié.